# Barón Gallero
Barón Gallero es una de las 10 veredas que conforman la zona rural de la ciudad colombiana de Tunja.

## Geografía
La vereda Barón Gallero está ubicada en la parte sur oriental del municipio de Tunja. Limita por el norte con la vereda Barón Germania, al este con la vereda Chorroblanco, al sur con el municipio de Ventaquemada, y al oeste con la vereda La Lajita.

## Demografía
En esta vereda predomina la población masculina (54%). De los 320 habitantes, el 88% cuenta con educación primaria completa y el 12% de educación secundaria. La población nativa (en un 60%) se ha mantenido en esta vereda, el 40% restante son migrantes que se desplazaron con sus familias provenientes en un 20% del municipio de Ventaquemada, 10% de la vereda la Hoya y el 10 % de Puente de Boyacá quienes desde hace 19 años en promedio habitan la zona. La totalidad de la población son dueños de los terrenos que ocupan.

## Servicios públicos
Las viviendas cuentan en un 82 % con el servicio de acueducto y energía, el 10% de las viviendas tienen aljibe propio del cual se abastecen de agua natural, pero no cuenta con servicio de alcantarillado ni teléfono veredal. El 45% de las viviendas han cambiado su uso y ahora funcionan como tiendas que se encuentran ubicadas sobre la vía principal entre Tunja y Bogotá.